# Myricaria laxiflora
Myricaria laxiflora är en tamariskväxtart som först beskrevs av Adrien René Franchet, och fick sitt nu gällande namn av P. Y. Zhang och Y. J. Zhang. Myricaria laxiflora ingår i släktet klådrissläktet, och familjen tamariskväxter. Inga underarter finns listade.